# Whitingham (Vermont, város)
Whitingham város az USA Vermont államában, Windham megyében. Lakosainak száma 1344 fő (2020. április 1.).

## Népesség
A település népességének változása:

| 2010 | 1 357 |
| 2020 | 1 344 |